# Noches en los jardines de Espana
Noches en los Jardines de España è un'opera per pianoforte e orchestra del compositore andaluso Manuel de Falla ultimata nel 1915. L'opera venne concepita come una serie di "impressioni sinfoniche", e dimostra la grande forza evocativa dell'orchestra con cui de Falla riesce ad esprimersi, una "festa di timbri e di ritmi che riproducono mirabilmente tre tipici quadri spagnoli."
La composizione rievoca un gusto timbrico tipico dell'impressionismo musicale, vario ed esuberante. Il pianoforte non viene trattato come uno strumento solistico nel senso del concerto per pianoforte e orchestra tradizionale, ma come elemento di primaria importanza per l'intera orchestra, arricchendola dal punto di vista coloristico.
I temi e le melodie popolari che risuonano a tratti, affidati al pianoforte principalmente, vengono integrati nel tessuto sinfonico restituendo all'ascoltatore immagini molto suggestive e folkloristiche senza mai diventare volgari né banalmente descrittive.

## Storia della composizione
Il musicologo Sergio Martinotti ha osservato che a caratterizzare l’opera di maggior rilievo della maturità artistica di Manuel de Falla valga una considerazione preliminare: gran parte della sua produzione di ispirazione iberica (vale a dire, quella che ritorna a precise ragioni etniche, al suo ambiente natale andaluso) nasce nel periodo trascorso a Parigi, dove il soggiorno avrebbe dovuto essere breve ma che si tramutò in un’esperienza durata sette anni. Nella capitale francese, il compositore spagnolo provvide a revisionare l’abbozzata opera La Vida breve, oltre che a comporre le Cuatro Piezas españolas per pianoforte, e le Siete Canciones populares españolas per voce (o violino, o violoncello) e pianoforte. 
Con lo scoppio della prima guerra mondiale, de Falla fece ritorno a Madrid e successivamente in Andalusia, dove si stabilì a Granada assieme a sua sorella. Qui divenne amico del poeta Federico García Lorca, ma proprio in tale periodo il musicista sentì venire meno il legame con la musica popolare andalusa. Con l’eccezione della Fantasia Betica per pianoforte e gli Homenajes (omaggi musicali a Claude Debussy e Paul Dukas), de Falla cominciò a rivolgersi a fonti completamente diverse, quali il folclore castigliano (ben distinto da quello andaluso, o “moro”), la tradizione clavicembalistica spagnola (arricchita dall’apporto notevole di Domenico Scarlatti), nonché la leggenda echeggiante l’antica Iberia. Questo dato pone in evidenza la caratteristica peculiare della musica di de Falla, intesa come ripensamento, come idealizzazione mnemonica del materiale sonoro e del patrimonio folcloristico della Spagna, adulterato più che corrotto da tanto spagnolismo “di maniera” del XIX secolo, che riduceva l’autenticità idiomatica nei limiti di un gusto o di una moda . 
Nel 1911 de Falla iniziò a concepire, con la cura meticolosa che gli era propria, una delle sue composizioni strumentali più affascinanti e popolari, le Noches en los jardines de España   
Impressioni sinfoniche per pianoforte e orchestra ispirate, sotto taluni aspetti formali, a Ibéria di Debussy, la seconda delle tre Images per orchestra. Si tratta, in effetti, della più impressionistica partitura del musicista andaluso, la più ricca di colore e di movimento, di quegli elementi che si è soliti definire come “tipicamente” spagnoli, e cioè andalusi .  
Terminate nel 1915 a Barcellona, le Noches en los jardines de España furono eseguite per la prima volta a Madrid il 9 aprile 1916 dal pianista José Cubiles con l’Orchestra Sinfonica di Madrid sotto la direzione di Enrique Fernández Arbós. La partitura, dedicata al celebre pianista Ricardo Viñes, fu pubblicata a Parigi nel 1922 dall’editore Max Eschig. Tra gli ascoltatori presenti alla prima esecuzione figurava il grande interprete di Chopin Arthur Rubinstein, che provvide immediatamente a inserire le Noches nel suo repertorio, contribuendo notevolmente a diffonderne la conoscenza nel mondo .  

## Struttura della composizione
Le Noches en los jardines de España sono generalmente considerate come la prima composizione in cui Manuel de Falla ha saputo dare piena dimostrazione delle sue capacità musicali. Esse risalgono al periodo compreso tra gli anni 1907-1914 trascorso a Parigi dove, a contatto di maestri quali Debussy e Dukas, il compositore andaluso seppe affinare la propria arte e, soprattutto, la tecnica orchestrale. Concepite inizialmente nel 1909 come una raccolta di pezzi per solo pianoforte, furono gradualmente sviluppate secondo la forma delle “impressioni sinfoniche”. 
In esse si rinviene all’ascolto una felice fusione tra il linguaggio musicale andaluso da un lato, e il sinfonismo derivato dai compositori impressionisti francesi. De Falla ha saputo peraltro saggiamente evitare il pericolo rappresentato dal contatto con il raffinato e prezioso impressionismo francese, guardando con notevole intelligenza non tanto al folclore e al colore, quanto invece allo spirito e all’idioma autentico della Spagna. Se per Debussy (in Ibéria) e Ravel (in Rapsodie espagnole) l’ispirazione spagnola rappresentava un’occasione, un esotismo, forse anche una seconda natura, ma costituiva pur sempre un aspetto tra altri accettabili, de Falla cercava la Spagna, con la sua storia, le sue leggende, la sua voce a un tempo antica e nuova. 
L’organico orchestrale è il più grande che de Falla abbia scelto per una sua composizione; quanto al pianoforte, viene incorporato in seno all’orchestra. Un altro grande merito di de Falla è quello di aver saputo esprimere efficacemente i caratteri dell’idioma musicale andaluso, senza fare alcun ricorso a vere e proprie melodie popolari; essi sono evidenti all’ascolto in tutto il loro esotico colore senza limitarsi a una pittoresca illustrazione. In proposito, si è giustamente parlato di una musica andalusa “scritta dal di dentro”, intensamente poetica ed evocativa ma non descrittiva. Lo stesso compositore scrisse: «Se queste impressioni hanno ottenuto il loro scopo, la semplice elencazione dei titoli dovrebbe essere una guida sufficiente per l’ascoltatore. Sebbene in questo lavoro, come in tutti quelli che possono legittimamente aspirare al nome di musica, il compositore abbia seguito un preciso disegno per quanto concerne il materiale tonale, ritmico, tematico, lo scopo per cui tale composizione è stata scritta non è altro che quello di evocare luoghi, sensazioni e sentimenti. I temi impiegati si basano su ritmi, modi, cadenze e figurazioni che caratterizzano la musica popolare dell’Andalusia, sebbene essi vengano raramente usati nelle loro forme originali; l’orchestrazione fa uso frequente, e ne fa uso in modo convenzionale, di certi effetti propri agli strumenti popolari usati in quelle regioni della Spagna. La musica non pretende di essere descrittiva; è puramente espressiva. Ma qualcosa di più che i suoni delle feste e delle danze ha ispirato queste evocazioni sonore, poiché in esse hanno parte anche la malinconia e il mistero» .
Il primo movimento (in tempo Allegretto tranquillo e misterioso) è intitolato En el Generalife, dal nome di un’antica villa moresca, edificata in posizione panoramica in cima a una collina di fronte all’Alhambra nella città di Granada. Viene introdotto da una melodia sussurrata dalle viole in tremolo sul ponticello, sostenuta dall’arpa e punteggiata da sommessi accordi degli archi e degli ottoni. Il pianoforte fa la sua comparsa presentando il tema in forma invertita, fra arpeggi. Poi, è la volta di un altro tema, di impronta orientaleggiante, che viene introdotto dall’orchestra e ripreso e sviluppato dal pianoforte, anche qui in forma invertita. Un nuovo tema si ode nel corso di un episodio, indicato in partitura con la didascalia “Poco calmo”. Prima della conclusione, il tema iniziale viene ripreso dal primo corno, in tempo “Pianissimo marcato”, sul sottofondo più sommesso del pianoforte e degli archi, e conclude il movimento rallentando a poco a poco . 
Il secondo movimento (Allegretto giusto - Attacca) porta il titolo di Danza lejana (Danza lenta). De Falla affida a quattro viole in sordina la funzione di alternare trilli e fioriture, con il sostegno dei violoncelli e il pizzicato dei contrabbassi. Su tale sfondo fa presto la sua comparsa una frase affidata al flauto e al corno inglese, seguita immediatamente dopo da un passaggio dei flauti in terze. Il pianoforte entra in scena riprendendo la frase del flauto e del corno inglese, mentre il ritmo di danza procede nel suo sviluppo. Una nuova melodia viene presentata dal flauto e dagli archi ed è ripetuta dal corno inglese, dal clarinetto e dal primo violino, mentre al pianoforte e all’arpa spetta la funzione di dare un’accentuazione ritmica . Gli effetti timbrici di grande raffinatezza sonora riproducono in maniera mirabile il sentimento di nostalgia, evocato da una danza che giunge da lontano all’ascolto  .
Si hanno poi diverse combinazioni della danza, fin quando un ponte, nel quale echeggiano le note iniziali del tema principale (sul sottofondo di un tremolo dei violini nel registro più acuto), conduce senza interruzione al movimento successivo. Quest’ultimo, che reca la dicitura En los Jardines de la Sierra de Cordoba (Vivo) prende a riferimento la vivacità delle feste gitane, che sogliono svolgersi presso le ville vicine a Cordova. La musica si caratterizza per il piglio vivace e irruento tipicamente zingaresco, che si ripete costantemente, inframmezzata da accenti di canto andaluso; poi si addolcisce a partire da un assolo del pianoforte, indicato in partitura “Incisivo e sonoro, ma non forte”, che porta l’opera alla sua conclusione estinguendosi gradatamente . In definitiva, si può parlare di un’opera dove emerge la grande capacità di Manuel de Falla nel “ricreare” il folclore della sua terra d’origine, secondo la propria personalità e sensibilità musicale .

## Discografia parziale
- Joaquín Achúcarro; London Symphony Orchestra, Eduardo Mata (Sony BMG)
- Martha Argerich; Orchestre de Paris, Daniel Barenboim (Erato Disques)
- Robert Casadesus; Berliner Philharmoniker, Ernest Ansermet (Memories)
- Ricardo Castro; Orquesta Filarmónica de Gran Canaria, Adrian Leaper (Arte Nova)
- Clifford Curzon; New Symphony Orchestra, Enrique Jorda (Chandos)
- Alicia de Larrocha; London Philharmonic Orchestra, Rafael Frühbeck de Burgos (Decca)
- Alicia de Larrocha; Orchestre de la Suisse Romande, Sergiu Celibidache (Decca)
- Philippe Entremont; Philadelphia Orchestra, Eugene Ormandy (Sony BMG)
- Clara Haskil; Orchestre des Concerts Lamoureux, Igor Markevitch (Philips)
- Alexander Iokheles; Moscow Philharmonic Orchestra, Gennady Rozhdestvensky (EMI - Melodiya)
- Mari Kodama; Orchestre de la Suisse Romande, Kazuki Yamada (Pentatone)
- Guiomar Novaes; Pro Musica Sinfonie-Orchester Wien, Hans Swarowsky (Vox)
- Luis Fernando Pérez; Basque National Orchestra, Carlo Rizzi (Miramare)
- Javier Perianes; BBC Symphony Orchestra, Josep Pons (Harmonia Mundi)
- Arthur Rubinstein; Philadelphia Orchestra, Eugene Ormandy (RCA BMG)
- Arthur Rubinstein; San Francisco Symphony Orchestra, Enrique Jorda (RCA BMG)
- Gonzalo Soriano; Orquesta Nacional de España, Ataúlfo Argenta (Decca)